# Гансонре, Анна-Мириам Адамовна
Анна-Мириам Адамовна Гансонре (укр. Ганна-Міріам Адамівна Гансонре; 16 марта 1982, Донецк) — украинская и российская волейболистка, нападающая, мастер спорта.

## Биография
Анна-Мириам Гансонре родилась и провела детство в Донецке. Воспитывалась мамой Натальей Филипповной, поскольку отец волейболистки, выходец из Буркина-Фасо, ушёл из семьи, когда Аня была ещё совсем маленькой. Начинала играть в 9-летнем возрасте в донецкой ДЮСШ № 2 под руководством тренера-преподавателя Надежды Дмитриевны Салахутдиновой. В 15 лет переехала в Белую Церковь, где поступила в спортивный лицей-интернат и вошла в состав местной команды высшей лиги «Рось», являвшейся базовым коллективом юниорской сборной Украины. В июле 1998 года Анна-Мириам защищала её цвета на Всемирных юношеских играх в Москве.
В 2000 году Гансонре переехала в Россию, подписав контракт с «Балаковской АЭС», в 2004 году приняла российское гражданство. В Балакове темнокожая доигровщица провела семь сезонов и была любимицей местных болельщиков, называвших её Снежинкой. В составе команды она завоевала три бронзы чемпионатов страны и три раза (в 2002, 2004 и 2005 годах) играла в «Финалах четырёх» Кубка Европейской конфедерации волейбола. В сезоне-2005/06 травма Гансонре и ряда других игроков значительно ослабили «Балаковскую АЭС», в очередной раз дошедшую до решающих матчей еврокубка, но неудачно выступившую в национальном чемпионате.
В 2007 году Анна-Мириам Гансонре перешла в омский «Спартак», с 2011 года выступала за краснодарское «Динамо». В сезоне-2012/13 одержала победу в Кубке вызова. В финальных матчах этого турнира Гансонре вносила усиление в игру выходами на замену, а самым ценным игроком финала была признана ещё одна выпускница белоцерковского лицея-интерната в составе «Динамо» — Марина Марюхнич.
В мае 2014 года Анна-Мириам Гансонре подписала годичный контракт с «Автодором-Метаром». Комментируя её приглашение, тренер челябинок Дмитрий Дьяков отметил: «Анна — наша надежда и опора. Она прекрасно принимает подачу соперниц — на блюдечке выкладывает мяч своим партнёршам. Она и на блоке хороша. Может и атаковать так, что под её удар лучше не попадаться…»
После сезона в Челябинске Гансонре подписала контракт с «Протоном», спустя 8 лет вернувшись в команду из Саратовской области. В 2017 году завершила игровую карьеру.

## Достижения
- Бронзовый призёр чемпионата России (2002/03, 2003/04, 2004/05).
- Бронзовый призёр Кубка России (2009, 2011, 2013, 2016).
- Обладательница Кубка вызова (2012/13).
- Финалистка Кубка CEV (2004/05), бронзовый призёр (2001/02).